# Струмскис, Стасис Стасевич
Ста́сис Ста́севич Стру́мскис (род. 18 сентября 1942, Советск, Калининградской области — 19 декабря 2012) — советский боксёр средней весовой категории,  чемпион СССР, тренер, мастер спорта международного класса.

## Биография
Впервые Струмскис громко заявил о себе в 1960 году, когда юные боксёры Калининградской области, в числе которых был и Стасис, стали первыми победителями РСФСР. Тогда боксёр вошёл в состав сборной команды России для участия в первенстве СССР.
В 1967 году стал чемпионом IV Юбилейной Спартакиады РСФСР и СССР, за что получил звание мастера спорта международного класса. Его тренер, Виктор Рубов, стал Заслуженным тренером России.
После окончания спортивной карьеры Стасис Струмскис долгое время тренировал юных боксёров, преподавал физкультуру в системе профтехобразования.
В 80-е годы Стасис Струмскис жил в городе Южно-Сахалинске, где занимался тренерской работой в спортивном обществе "Спартак".
Стасис Струмскис внёс большой вклад в развитие бокса Калининградской области. В 2013 и 2014 годах в Калининграде в Зале бокса стадиона «Трудовые резервы» проводилось Первенство Калининградской области по боксу среди юниоров и старших юношей памяти МСМК СССР С. Струмскиса.

## Спортивные достижения
- Чемпион России 1961 и 1962 года.
- Чемпион молодёжного первенства СССР 1961 года.
- Чемпион СССР 1963 года.
- Чемпион Вооружённых сил СССР 1962-1964 годов.
- Чемпион Дружественных Армий в 1963 году.
- Чемпион Кубка Европы 1964 года.

Победил на чемпионате СССР в Тбилиси (1963) заслуженного мастера спорта, чемпиона Европы, впоследствии двукратного олимпийского чемпиона Бориса Лагутина, но на Спартакиаде народов СССР уступил ему в финале в связи с разногласием судей.